# Barbus luikae
Barbus luikae är en fiskart som beskrevs av Ricardo, 1939. Barbus luikae ingår i släktet Barbus och familjen karpfiskar. IUCN kategoriserar arten globalt som livskraftig. Inga underarter finns listade.